# Bruno Boscardin
Bruno Boscardin, nacido el 2 de febrero de 1970 en Grand-Saconnex, es un ciclista italiano ya retirado que fue profesional de 1993 a 2000. Se nacionalizó suizo en 1997.

## Palmarés
| 1994 - 1 etapa de la Hofbrau Cup 1996 - Tour de Haut-Var - 1 etapa de la París-Niza 1997 - 1 etapa del Tour de Limousin | 1998 - segundo en el Campeonato de Suiza Contrarreloj 1999 - Tour del Lago Léman - 1 etapa de la Semana Catalana 2000 - segundo en el Campeonato de Suiza Contrarreloj |

## Resultados en las grandes vueltas
| Carrera         | 1993 | 1994 | 1995 | 1996 | 1997 | 1998 | 1999 | 2000 |
| --------------- | ---- | ---- | ---- | ---- | ---- | ---- | ---- | ---- |
| Giro de Italia  | -    | -    | Ab.  | 80.º | 66.º | Ab.  | -    | -    |
| Tour de Francia | Ab.  | -    | Ab.  | 80.º | -    | -    | -    | -    |
| Vuelta a España | -    | -    | -    | -    | -    | -    | -    | -    |
| Mundial en Ruta | -    | -    | -    | -    | -    | -    | -    | -    |

-: no participa